# دهوني

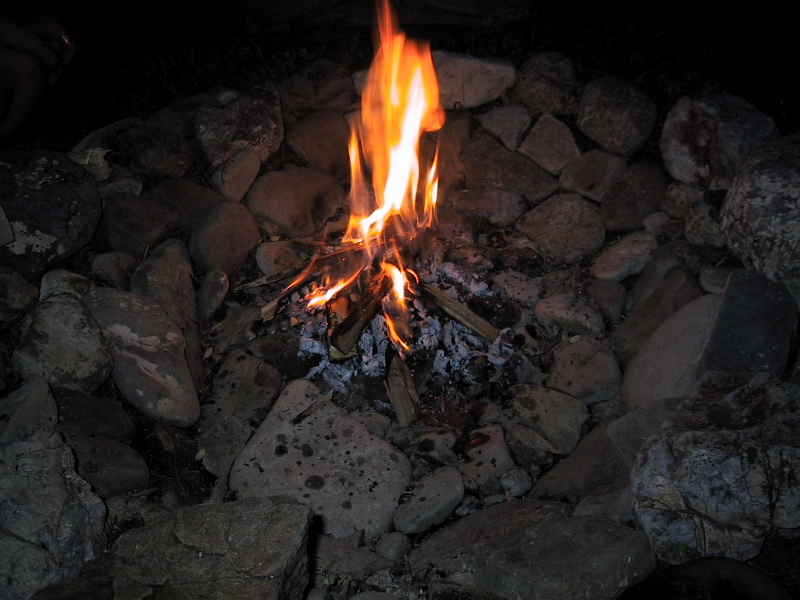
دهوني ناغالوكا في ملاذ في كوستا ريكا

والدهوني وفقا للديانات الهندية مثل الهندوسية والبوذية والجاينية، موقع مقدس يمثله شق في الأرض.  هذا الشق هو رمز من لليوني أو الفرج، عضو الأنثى والأعضاء المولدة.  وبالتالي يمثل الدهوني موقع العبادة مخصص لإلهة شاكتي الهندوسية. 

## أصل الكلمة
يرتبط أصل كلمة دهوني مع الجذر السنسكريتية ديفان (ضجيج)، ومن اللغة الهندية الإوربية القديمة  * dʰwen (دويهن)، والتي تعني الانحناء أو الهز، و يشرح ثيودور بينفي ، بأنها تعني  التحطيم. 

## تكريم دوهني
يعبد الدوني بالنية الروحية وبإشعال شعلة داخلها.  يتم تقديم المواد المناسبة والتي تستهلكها الحرارة أو لهب.  وهذا يمثل عملية التغيير والتحويل الأبدية على جميع مستويات الوجود. 
بما أن اليوني (فرج الأنثى) هو الوسيلة التي تأتي عبرها كل الكائنات في هذا العالم ، فإن عبادة الدهوني تمثل رابطًا مقدسًا لمسار العودة من المستوى المادي إلى الروحاني.  هذه هي عملية متعمدة من الانعكاس أو العودة إلى المصدر الروحي.  دهوني هو موقع مقدس ونقطة محورية لهذا النوع من المجهود الروحي أو السادهانا . 
بالإضافة لطرح الوقود المقدس دهوني، يقوم المحتفلون بتلاوة  المانترا وتقدم أيضا، الرقص على أصوات الآلات الموسيقية المتنوعة والرقص بنشوة والايماءات. 
على الرغم من أن العديد من الثقافات تحتفظ بتقاليد عبادة النار (التي ربما تكون الزوراستريتية هي أشهرها) ، فإن السمة الفريدة للتقليد الدهوني هي أن الموقع الفعلي نفسه يعتبر مقدسًا، ولا يقتصر على النار في ذلك. 
يعتقد أن الجلوس بجانب ادهوني «يطهر اهتزازات الشخص» وله تأثير مفيد على الصحة الجسدية والعقلية. 

## مهير بابا
كما أقام مهير بابا طقوس الدهوني افي شكل معدل.  وكانت من بين عدد قليل جدا من الطقوسوالدينية التي كان يؤديها مهير بابا.  وما زال يتم إجراء طقوسها في اليوم الثاني عشر من كل شهر، وفقاً للإجرآت التي وضعها بابا ، بالقرب من مركز مهير للحجاج في مهير آباد السفلى ، وهو أحد النقاط المحورية الهامة في احتفال أمارتثي في يناير من كل عام. 
اشعلت نيران الدهوني لأول مرة في 10 نوفمبر 1925، عندما اقترب بعض القرويين لمهير بابا شاكين الجفاف الشديد الذي يهدد محاصيلهم.   

## روابط خارجية
- شيردى ساي بابا دوني
- https://goodkorma.com/2017/03/09/up-in-smoke/